# Enrique Maximiliano Meza
Enrique Maximiliano Meza Salinas (Ciudad de México, México, 14 de noviembre de 1979), más conocido como Enrique Max Meza, es un exfutbolista mexicano, jugaba como mediocampista. En 2007, Meza comenzó su carrera como entrenador y explorador; con estudios técnicos, científicos, gestión, sostenibilidad, innovación, tecnologías emergentes, creatividad, exploración y analíticos; además de experiencia de UEFA: España, Alemania, Italia, Reino Unido y África continental de CAF; así como: región de las Américas de CONCACAF y CONMEBOL; incluido el fútbol global en las dimensiones de FIFA. Es hijo del entrenador mexicano Enrique Meza. El domingo 7 de noviembre de 2021, Club Carlos A. Mannucci anunció que Meza será su entrenador en jefe, a partir de la temporada 2022 en  Primera División de Perú. 

## Clubes

### como jugador
| Club                     | País     | Año         |
| ------------------------ | -------- | ----------- |
| Deportivo Toluca         | México   | 1999 - 2001 |
| Club Necaxa              | México   | 2001 - 2002 |
| Gallos de Aguascalientes | México   | 2002        |
| Cruz Azul                | México   | 2003 - 2004 |
| Tacuary                  | Paraguay | 2004 - 2005 |
| Alacranes de Durango     | México   | 2005        |
| Indios de Ciudad Juárez  | México   | 2006        |
| Jaguares de Chiapas      | México   | 2007        |

### Como entrenador
Datos actualizados al 6 de marzo de 2022.
| Club                  | País       | Año         | PD  | PG | PE | PP | Rendimiento |
| --------------------- | ---------- | ----------- | --- | -- | -- | -- | ----------- |
| U17 Cruz Azul         | México     | 2010-2013   | ?   | ?  | ?  | ?  | ?           |
| Santos de Guápiles    | Costa Rica | 2014        | 22  | 8  | 2  | 12 | 39.39%      |
| Club Sport Cartaginés | Costa Rica | 2015        | 12  | 3  | 5  | 4  | 38.89%      |
| Querétaro             | México     | 2016        | 17  | 4  | 5  | 8  | 33.33%      |
| F. B. C. Melgar       | Perú       | 2017 - 2018 | 30  | 14 | 13 | 3  | 61.11%      |
| Celaya Fútbol Club    | México     | 2018        | 18  | 2  | 6  | 10 | 22.22%      |
| Carlos A. Mannucci    | Perú       | 2021        | 4   | 0  | 0  | 4  | 0%          |
| Total                 | Total      | Total       | 103 | 31 | 31 | 41 | 41.48%      |